# 1-й Иткуловский сельсовет
1-й Иткуловский сельсовет — муниципальное образование в Баймакском районе Республики Башкортостан Российской Федерации.

## История
Дата образования сельсовета: 1929 г.
Согласно Закону о границах, статусе и административных центрах муниципальных образований в Республике Башкортостан имеет статус сельского поселения.

## Население
| 2002  | 2009  | 2010  | 2012  | 2013  | 2014  | 2015  |
| ----- | ----- | ----- | ----- | ----- | ----- | ----- |
| 1653  | ↘1637 | ↘1416 | ↘1403 | ↗1414 | ↘1372 | ↘1348 |
| 2016  | 2017  |       |       |       |       |       |
| ↘1347 | ↘1332 |       |       |       |       |       |

## Состав сельского поселения
| № | Населённый пункт | Тип населённого пункта       | Население |
| - | ---------------- | ---------------------------- | --------- |
| 1 | 1-е Иткулово     | село, административный центр | ↘926      |
| 2 | Гадельбаево      | деревня                      | ↘309      |
| 3 | Шулька           | хутор                        | ↘181      |